# Firqat al-Ghouraba
Firkatul Ghuraba (la « Brigade des étrangers ») est un groupe salafiste djihadiste formé en 2013 lors de la guerre civile syrienne.

## Histoire

### Fondation
La brigade commence à être formée en juillet 2013 par Mourad Farès, le lieutenant d'Omar Omsen. 

### Affiliations
Initialement, la brigade est affiliée à l'État islamique en Irak et au Levant (EIIL), mais Mourad Fares rompt son allégeance en décembre 2013 avec l'objectif de former une katiba entièrement francophone au sein du Front al-Nosra,. À cette occasion, Mourad Fares a une entrevue tendue dans un entrepôt de Kafr Hamra avec Abou al-Athir, le gouverneur de l'EIIL à Alep, et en présence d'autres djihadistes français de l'EIIL — dont Salim Benghalem — mais il peut repartir libre. Lorsque le conflit éclate entre les rebelles syriens et l'État islamique en Irak et au Levant en janvier 2014, Omar Omsen prête allégeance au Front al-Nosra, mais celle-ci est refusée par Abou Firas al-Souri en raison de l'inexpérience de ses combattants. Le groupe se tourne alors vers le Parti islamique du Turkestan et obtient sa protection,. Il serait redevenu indépendant en 2018.

## Idéologie
Firkatul Ghuraba est salafiste djihadiste et se réclame d'al-Qaïda,,,

## Organisation

### Commandement
La brigade est commandée par le franco-sénégalais Omar Diaby, dit « Omar Omsen », et par son bras droit, le Franco-Marocain Mourad Farès, dit « Abou al-Hassan ». Le premier arrive en Syrie en octobre 2013 et le second dès juillet 2013. Début 2014, Mourad Farès se brouille avec Omar Omsen en lui contestant le commandement de la brigade et en refusant de lui céder le poste d'émir. Isolé et menacé de mort par l'État islamique, il s'enfuit en Turquie et se rend aux autorités françaises à l'été 2014,. Jugé à Paris, il est condamné le 24 janvier 2020 à 22 ans de prison.

### Effectifs
En 2013, Firkatul Ghuraba est la plus importante brigade djihadiste française en Syrie. Elle compte alors une centaine de membres. Hormis quelques Belges et deux Suisses, presque tous sont Français, originaires de Nice pour la plupart. Mais en 2014, un grand nombre font défection pour rejoindre l'État islamique. Vers la fin de  l'année, le groupe ne compte plus qu'une quarantaine de personnes, hommes et femmes, très jeunes pour la plupart et sans expérience militaire. En septembre 2016, le Département d'État des États-Unis estime que Firkatul Ghuraba compte une cinquantaine de membres. 

## Zones d'opérations
En 2013, la brigade se retrouve basée à Haritan, près d'Alep, mais elle ne participe à aucun combat au cours de cette année. À partir de janvier 2014, elle se retrouve au milieu du conflit opposant les rebelles à l'État islamique en Irak et au Levant, dans lequel elle tente de rester neutre. Cependant, l'État islamique considère Firkatul Ghuraba comme proche du Front al-Nosra, qualifie le groupe d'« apostat » et menace de mort ses chefs,. Début 2014, le groupe se déplace vers le gouvernorat d'Idleb. Il prend part ensuite à la bataille de Kessab. En 2015 et 2016, il participe à la bataille de Sahl al-Ghab, à la bataille d'Idleb, à la bataille de Jisr al-Choghour et aux offensives pour tenter de briser le siège d'Alep,,. Entre 2014 et fin 2016, Firkatul Ghuraba annonce la mort de six de ses hommes au combat,. En 2020, il participe à l'offensive de Maarat al-Nouman et Saraqeb.